# Obo
Obo es una ciudad de la República Centroafricana, capital de la prefectura de Haut-Mbomou y cercana al polo de inaccesibilidad del continente africano. En 2021, tenía una población estimada de 20.100 habitantes frente a los 36.029 habitantes del censo de 2003.

## Historia
Obo lleva el nombre del jefe local Azande Ogbo. La ortografía ha cambiado en años posteriores. Ogbo gobernaba el territorio entre los ríos Mbokou y Kamou. Sin embargo, surgió un conflicto cuando el cercano jefe Gougbéré anexó gran parte del territorio de Ogbo con el pretexto de que los habitantes eran de su mismo grupo étnico. Ogbo solicitó ayuda al sultán Zémio, su primo hermano, una vez destituido pero el sultán no intervino. Ogbo entonces pidió al capitán colonial francés Maurice Martin que mediara en 1910. Martin se puso del lado de los reclamos territoriales de Ogbo, pero dijo que se debería permitir que permaneciernan los nuevos asentamientos.
El general militar francés Jean Baptiste Marchand pasó por la zona en su viaje para encontrar el nacimiento del Nilo. Cuando no pudo encontrar el acceso al río, el asentamiento se convirtió en un callejón sin salida y siguió adelante en una dirección diferente.
La Misión Interior de África estableció presencia en la ciudad en 1925 con la familia Linquist, que venía de Zemio. Fue una de varias misiones evangélicas entre las áreas Zande de Ubangi-Shari y el Congo Belga. 
La noche del 5 de marzo de 2008, Obo presenció el primer ataque del Ejército de Resistencia del Señor. El grupo atacó el barrio AIM y secuestró a 73 vecinos. 

### Guerra Civil de la República Centroafricana (2012-presente)
El 24 de mayo de 2013, entre 40 y 80 milicianos de los Arrow Boys de Sudán del Sur atacaron Obo. El ataque fue frustrado y 29 milicianos fueron capturados. Fueron encarcelados por la Gendarmería de Obo y siete de ellos murieron el primer día de su encarcelamiento. 
El 9 de mayo de 2020, las fuerzas armadas repelieron un ataque del grupo armado Unión por la Paz en la República Centroafricana en Obo, matando a 11 militantes. Repelieron otro ataque el 18 de mayo y otro el 20 de mayo, matando a 12 militantes. Entre el 26 y el 27 de julio de 2021, las fuerzas gubernamentales repelieron otro ataque contra Obo por parte de grupos rebeldes afiliados a la Coalición de Patriotas por el Cambio. Un soldado de las Fuerzas Armadas Centroafricanas (FACA) murió. Con su ciudad gravemente dañada por el ataque, los residentes de Obo organizaron una protesta masiva por la ineficacia de la MINUSCA para prevenir la violencia en la zona.
Azande Ani Kpi Gbe atacó la base militar de las FACA en Obo el 5 de abril de 2023 como respuesta al arresto de sus dos miembros. El ataque duró veinte minutos y la milicia se retiró de la ciudad. Afirmaron que el ataque fue una advertencia al gobierno. El 13 de agosto de 2023, Azande Ani Kpi Gbe secuestró a un residente musulmán en la ciudad, lo que provocó un enfrentamiento entre las FACA y la milicia. Una miliciana azande resultó herida y por la noche fueron quemados varios comercios del pueblo.

## Sanidad
La ciudad alberga el único hospital de la prefectura de Haut Mbomou, el Hôpital Préfectoral de Obo. Además, Obo tiene un centro de salud gestionado por el Centre Médicale Evangélique de Obo, antigua Misión Interior de África.

## Medios de comunicación
El pueblo cuenta con una emisora de radio: Radio Zereda.

## Transporte
El aeropuerto Poste (ahora cerrado) está ubicado cerca de la prefectura de la ciudad. El aeropuerto actual fue construido a principios de la década de 1980 por la Misión Interior de África (AIM).

## Galería

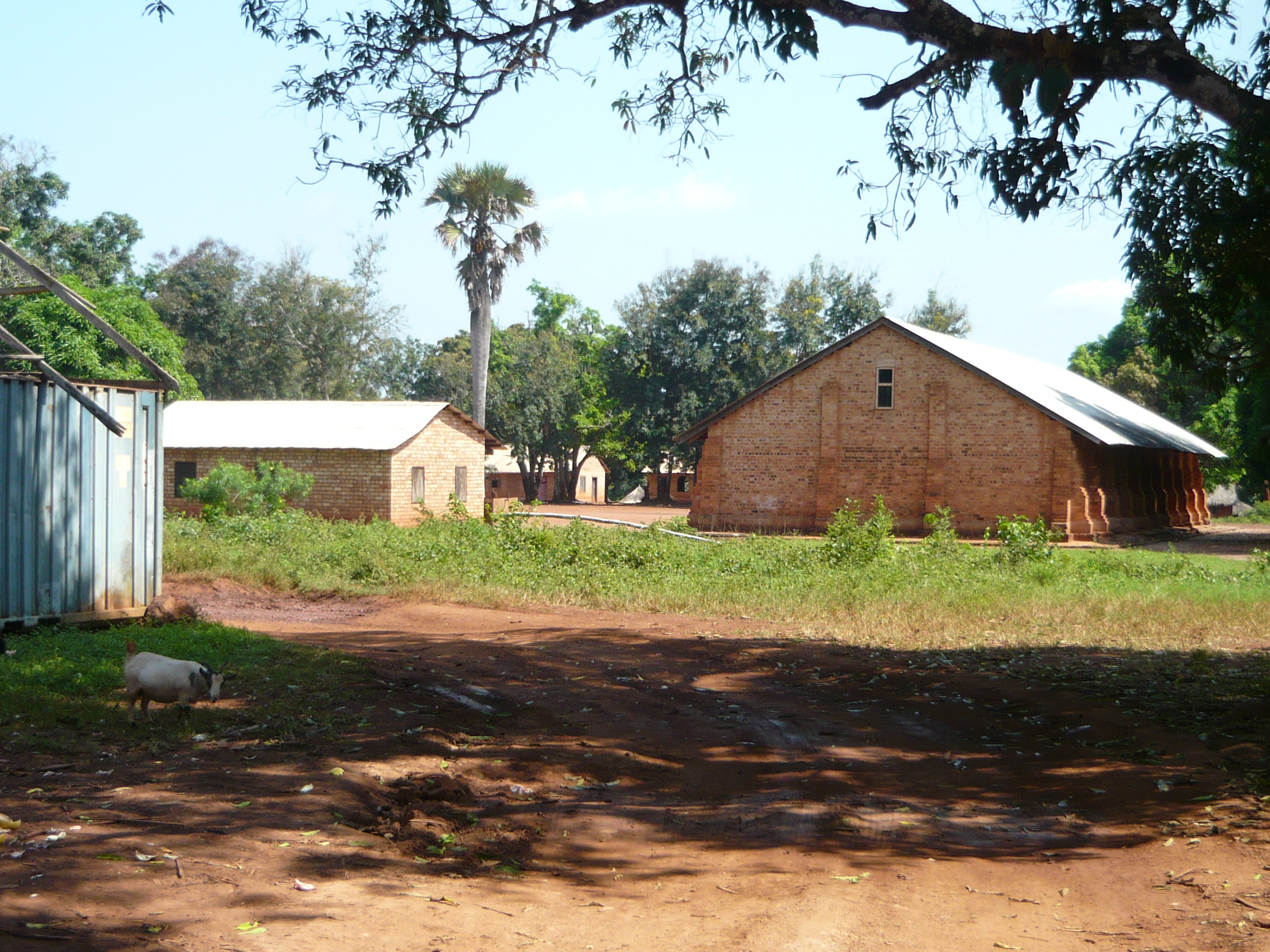
La misión protestante (ex AIM) en Obo, vista desde atrás.
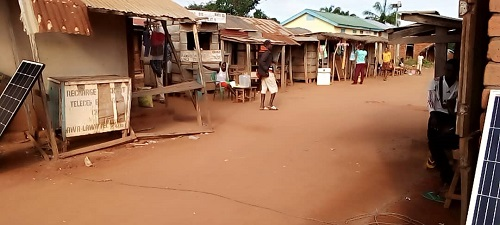
Mercado de Lakouanga
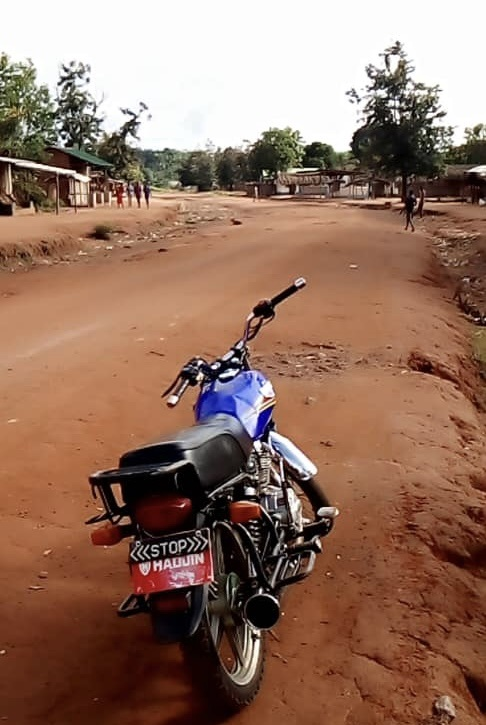
Una motocicleta en Obo
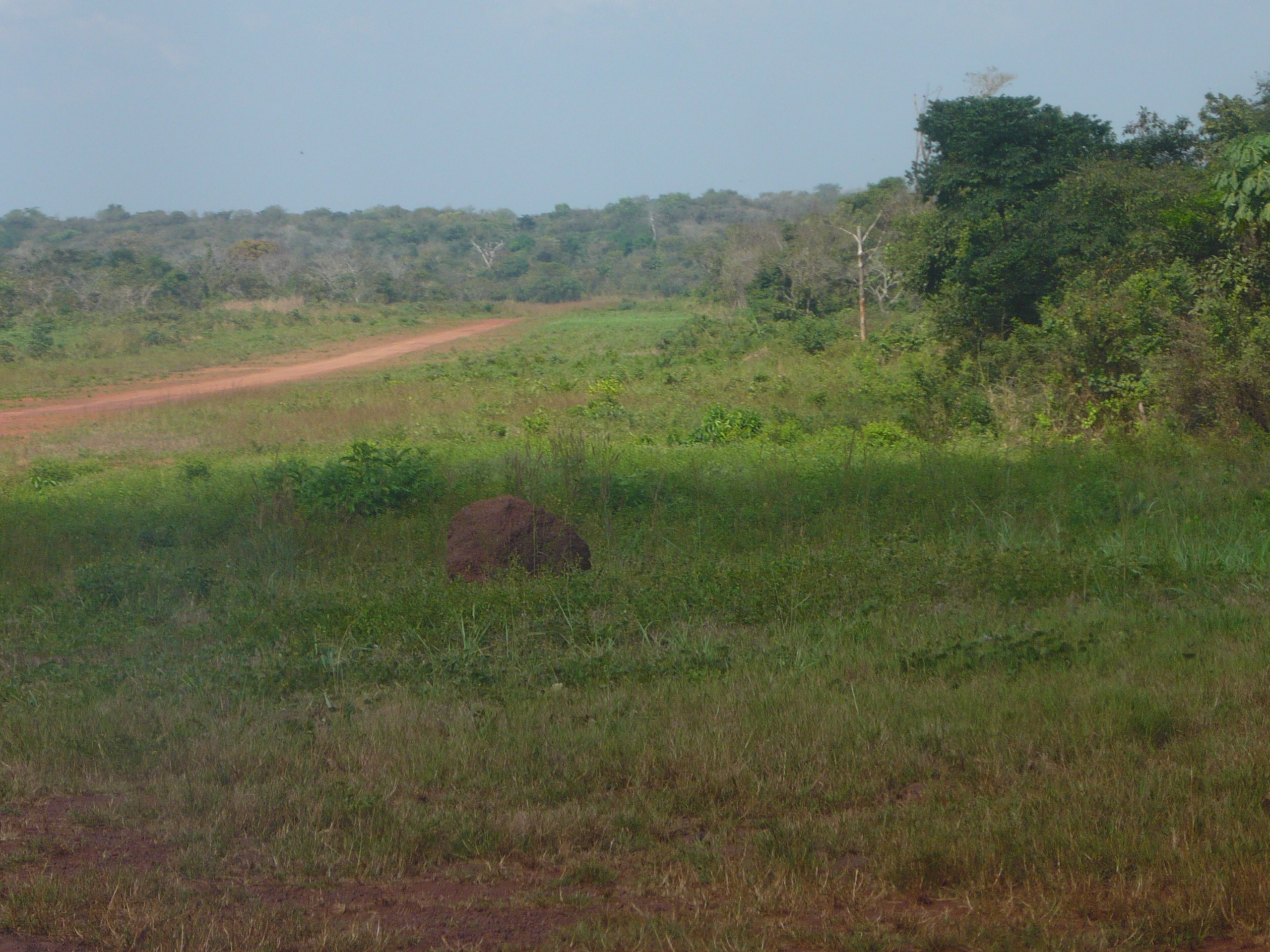
El aeródromo de Obo (AIM) al inicio de la estación seca.